# Giovanni Cavalcanti (ciclista)
Giovanni Cavalcanti, detto Gino (Sant'Agata sul Santerno, 17 novembre 1943), è un ex ciclista su strada italiano.
Professionista dal 1969 al 1979, partecipò tre volte ai mondiali.

## Carriera
Corridore con caratteristiche di passista, non ottenne nessun successo da professionista, svolgendo attività di gregario di Felice Gimondi. Partecipò a dieci edizioni del Giro d'Italia tra il 1969 e il 1978, a due edizioni del Tour de France ed ai mondiali del 1971, 1972 e 1975. Fu secondo nella dodicesima tappa del Tour de France 1975 battuto al termine di una fuga a due dall'olandese Gerrie Knetemann.

## Palmarès
- 1967

Coppa Pietro Linari
10ª tappa Tour de l'Avenir (Limoges > Clermont-Ferrand)

## Piazzamenti

### Grandi Giri
- Giro d'Italia

1969: 21º
1970: 18º
1971: 10º
1972: 17º
1973: 17º
1974: 21º
1975: 16º
1976: 34º
1977: 26º
1978: 52º
- Tour de France

1975: 48º
1977: 38º

### Classiche monumento
- Milano-Sanremo

1969: 66º
1971: 44º
1972: 56º
1973: 74º
1974: 26º
1975: 71º
1976: 82º
1977: 102º
1978: 83º

### Competizioni mondiali
- Campionati del mondo

Mendrisio 1971 - In linea: 52º
Gap 1972 - In linea: 40º
Yvoir 1975 - In linea: ritirato